# الهواری بدار
الهواری بدار (عربی: الهواري بديار؛ ۲۹ مارس ۱۹۳۶ – ۲۴ سپتامبر ۲۰۱۸) بازیکن فوتبال اهل الجزایر بود.
از باشگاه‌هایی که در آن بازی کرده‌است می‌توان به باشگاه فوتبال مولودیه وهران اشاره کرد.
وی همچنین در تیم ملی فوتبال الجزایر بازی کرده‌است.